# PReP
Plataforma de Referência PowerPC (PowerPC Reference Platform/PReP) é uma arquitetura de sistema padrão para PowerPC desenvolvida ao mesmo tempo que a arquitetura do processador PowerPC. Publicado em 1994 pela IBM, ela permitiu que os fabricantes de hardware pudessem construir máquinas que pudessem ser compatíveis com muitos sistemas operacionais, como Windows NT, OS/2, Solaris, e AIX.
Um dos objetivos da especificação PReP era prover um padrão de hardware de PC, e assim o PReP era essencialmente um PC clone com CPU PowerPC. A Apple Inc. querendo a transição de seus computadores para a nova plataforma PowerPC achou o PReP problemático. Assim, uma nova versão do PReP, chamada Plataforma de Referência de Hardware Comum(Common Hardware Reference Platform/CHRP), incluindo a arquitetura Power Macintosh foi publicada mais tarde em 1995.
Sistemas baseados em PReP nunca foram populares e os fabricantes que realmente lançavam produtos eram a IBM e a Motorola. Achar sistemas operacionais para essas plataformas também era problemático (existem portes de Linux da Debian e NetBSD compatíveis).
Power.org tem uma nova especificação, chamada Plataforma de Referência da Arquitetura Power (Power Architecture Platform Reference/PAPR), que provê a fundação para o desenvolvimento da arquitetura Power com computadores equipados de sistema Linux. PAPR foi lançado no quarto trimestre de 2006.